# 提報者 ES細胞捏造事件
『提報者 ES細胞捏造事件』（朝鮮語: 제보자）は、生物学者黄禹錫による2005年の胚性幹細胞論文不正事件を題材に製作された、2014年公開の韓国映画である。

## 出演者-配役
- パク・ヘイル（朴海日）[1]- ユン・ミンチョル（NBSテレビ「PD追跡」ディレクター）
- イ・ギョンヨン（朝鮮語版）（李璟栄）[1]- イ・ジャンファン博士（韓国大学幹細胞研究所）
- ユ・ヨンソク（柳演錫）[1]- シム・ミノ（若手研究者、元韓国大学幹細胞研究所員）
- パク・ウォンサン（朝鮮語版）（朴元相）[1] - イ・ソンホ（NBSテレビ「PD追跡」制作チーム長）
- ソン・ハユン - キム・イスル
- クォン ・ヘヒョ（朝鮮語版） - NBSテレビ局長
- ユ・ジェミョン - 病院院長